# Huella Andina

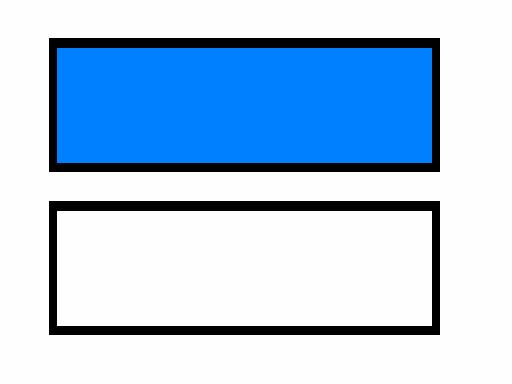
Señal que demarca el sendero Huella Andina.

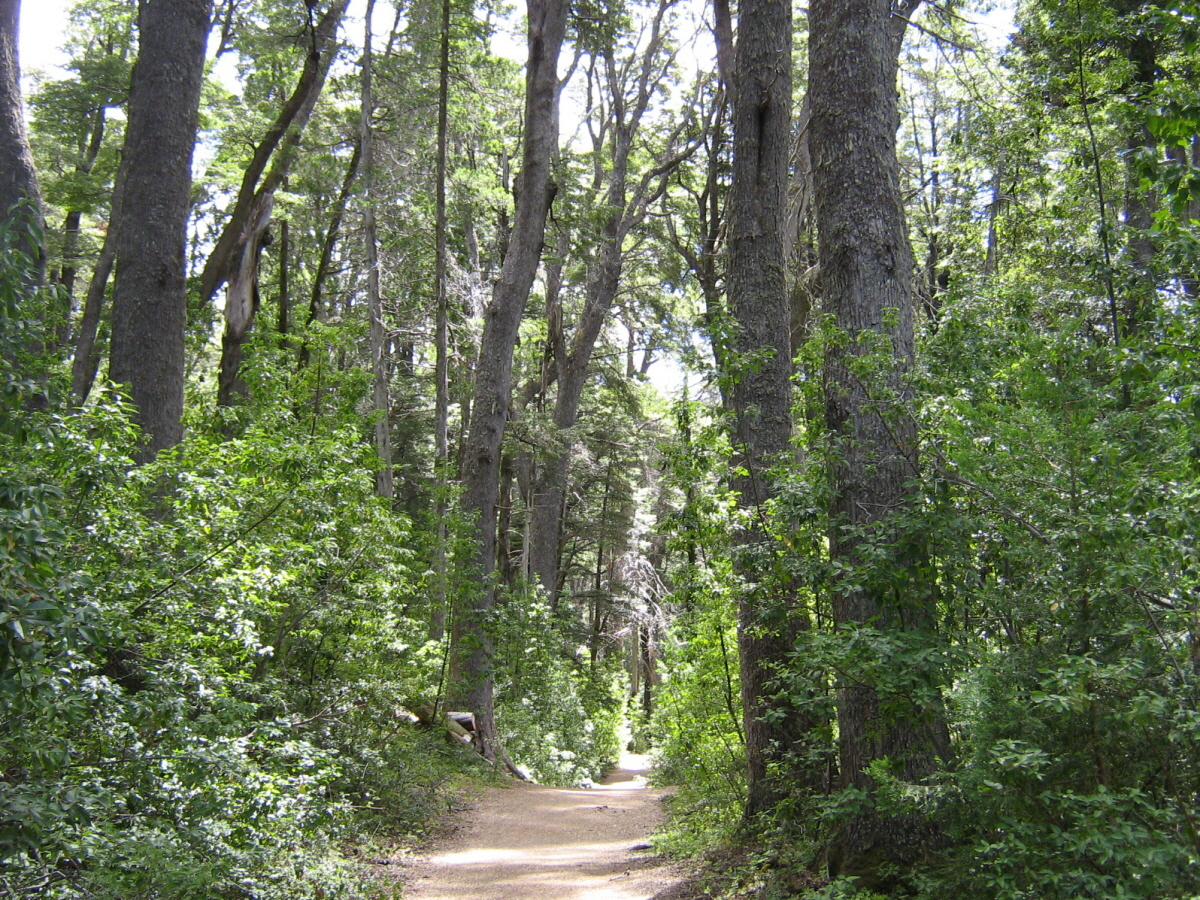
El sendero Huella Andina atravesando un bosque de coihues en la península Quetrihué, Neuquén.

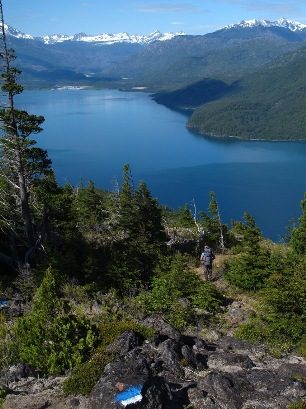
El sendero de Huella Andina atravesando la etapa parque nacional Lago Puelo-El Desemboque, Chubut.

Huella Andina es el primer sendero de gran recorrido desarrollado en Argentina. El trazado discurre por el sector sudoeste de la región patagónica de este país.

## Descripción
El sistema troncal de senderos de la Huella Andina discurre por porciones montañosas de tres provincias del sudoeste argentino, en un trayecto que va desde el lago Aluminé en Villa Pehuenia —en el sudoeste del Neuquén—, pasando por el oeste de Río Negro hasta el noroeste del Chubut, concluyendo en el lago Baggilt. El circuito fue diseñado para que caminantes con poca experiencia puedan recorrer la región aprovechando su riqueza paisajística, la cual forma parte de la reserva de biosfera Andino Norpatagónica.
El tránsito por la Huella Andina se encuentra del lado oriental de los Andes patagónicos, próximo al límite con Chile, en gran parte sobre áreas protegidas de nivel nacional como los parques nacionales Lanín, Los Arrayanes, Nahuel Huapi, Lago Puelo y Los Alerces (todos bajo la tutela de la Administración de Parques Nacionales), así como también por otros de jurisdicción provincial y por tierras fiscales y privadas. El trayecto alcanza los 570 kilómetros de largo. Está seccionado en 13 tramos que suman un total de 42 etapas, las que demandan distintas exigencias por parte del excursionista y que se encuentran clasificadas según su dificultad (alta, media y baja). 
La Huella Andina se encontraba incorporada al Programa Senderos de la Argentina, promovido por el Ministerio de Turismo de la Nación que fuera discontinuado en 2017.

## Historia
Su desarrollo comenzó en el año 2008; lograron ser institucionalizadas iniciativas locales que promovían su creación con el objetivo de permitir un mayor contacto del visitante con la riqueza biológica y geográfica y con el patrimonio histórico y cultural que presenta la región, sumando a la vez una oferta de turismo sustentable con retorno local.
Las primeras tareas consistieron en la identificación de huellas y senderos ya existentes que cumpliesen con las premisas buscadas para poder ser revalorizados, conectándolos entre sí, y ordenados en tramos y etapas para que pudiesen cumplir una función dentro de un engranaje de senderos muy extenso. En buena medida fueron primitivamente construidos por los colonos desde fines del siglo XIX, para facilitar la comunicación y la explotación de los recursos madereros así como en relación con la producción ganadera, ovina y especialmente bovina, por lo que el sendero recorre antiguos puestos ganaderos y la infraestructura asociada.
Para su diseño se estudiaron sistemas de senderos de largo recorrido de otras partes del mundo, por ejemplo el Sendero de los Apalaches en el este de Estados Unidos, la de Senderos Europeos de Gran Recorrido y el Sendero de Chile, con el cual sería posible realizar tramos transversales para interconectarlos.

## Exigencias y recomendaciones
Para cubrir cualquier etapa que integra el recorrido de Huella Andina el caminante debe primero obligatoriamente registrarse. Para que la luz natural acompañe al caminante hasta el final de la etapa, se recomienda que se inicie la caminata por la mañana temprano.
El trayecto está demarcado por un tipo de señal compuesta por dos bandas, celeste la superior y blanca la inferior, de una longitud de 15 centímetro y un ancho de 5 cm. Se indica para cada etapa un tiempo estimativo que demanda llegar a destino, el cual incluye solo el promedio de neta caminata; en este no está contemplado lo que insume el detenerse a alimentarse, contemplar el paisaje, tomar fotografías o simplemente descansar.